# Claudio Caniggia
Claudio Paul Caniggia (Henderson, 1967. január 9. –) argentin válogatott labdarúgó.

## Pályafutása

### Klubcsapatokban
Az olasz származású Caniggia karrierjét az egyik legsikeresebb argentin csapatban, a River Plate-ben kezdte. Három év alatt ismert játékossá nőtte ki magát, és már 1988-ban külföldre szerződött, az olasz Hellas Veronához igazolt. Innen egy év után továbbállt, majd pályafutása egyik legsikeresebb időszaka következett az Atalantánál.
A bergamóiaknál három évig játszott, ezalatt huszonhat bajnoki gólt szerzett. 1992-ben az AS Roma szerződtette, azonban egy évvel később tizenhárom hónapra elítélték, ugyanis kokaint fogyasztott. Eltiltása letelte után egy évre kölcsönbe a portugál Benficához került.
1995 nyarán az argentin médiamogul, Eduardo Eurnekian hazacsábította őt és Diego Maradonát, és mindketten a Boca Juniorshoz kerültek. Több problémája volt feleségével, aki nem akart hazaköltözni Argentínába, és amíg ez a helyzet nem tisztázódott, több angol csapattal is hírbe hozták. 1996 szeptemberében édesanyja öngyilkosságot követett el, amikor kiugrott ötödik emeleti lakásából, emiatt Caniggia kihagyta a teljes 1996-97-es idényt. Bár 1997 őszén visszatért, nem kapott rendszeres játéklehetőséget, emiatt lemaradt az 1998-as világbajnokságról.
Az elszórt játéklehetőségek miatt 1998-ban ismét áttette székhelyét Európába, visszatért az akkor éppen másodosztályban szereplő Atalantához. Itt mindössze egy szezont tudott maradni, ugyanis év közben összeveszett az edző Giovanni Vavassorival. Pályafutása érdemi része Skóciában zárult le. 2000-től egy évig a Dundee-t erősítette, majd ezt követően a legsikeresebb skót csapatnál, a Rangersnél töltött két évet. Itt gyorsan a szurkolók kedvence lett, ugyanis rögtön az első Celtic elleni derbin betalált az ősi riválisnak. 2003-ban még játszott egy évet a Qatar SC-ben.
Hosszú inaktivitás után 2012-ben rövid időre visszatért, amikor a nagy terveket szövögető Wembley FC őt és több hasonlóan nagy nevű, de hasonlóan idős játékost szerződtetett a klub FA-kupa-szereplése idejére. Az alsóbb osztályú gárdát olyan játékosok alkották, mint Ray Parlour, Martin Keown, Graeme Le Saux, Jaime Moreno, Danny Dichio vagy Brian McBride, az edzői stábban pedig David Seaman és Terry Venables nevével találkozhattunk. Ebben a kalandban Caniggia egy gólt szerzett, a Langford ellen 3–2-re megnyert meccsen.

### A válogatottban
Caniggia az argentin válogatott kulcsfigurája volt mind az 1990-es, mind az 1994-es világbajnokságon, azonban a szórványosan lejátszott meccsek miatt az 1998-as vb-re Daniel Passarella szövetségi kapitány nem válogatta be a tornára utazó argentin keretbe. Bár a 2002-es világbajnokságra már ismét kiutazott, Marcelo Bielsa szövetségi kapitány egyetlen percre sem állította már be.
Ha részletesebben megnézzük Caniggia vb-n nyújtott teljesítményét, láthatjuk, hogy az 1990-es tornán több meccsen is kiváló formában játszott. Az argentinok nyitómeccsén, Kamerun ellen többször is durva szabálytalanságot követtek el ellene, az utolsó, Benjamin Massing által elkövetett fault egyből piros lapot ért. Ennek ellenére az argentinoknak nem sikerült nyerniük, ez a meccs 1-0-s kameruni győzelemmel zárult. Miután a legjobb csoportharmadikként meglett az argentinok továbbjutása, a nyolcaddöntőben rögtön az egyik legnagyobb esélyessel, a brazilokkal kerültek össze. Ez a meccs sokáig úgy nézett ki, hogy hosszabbításba torkollik, azonban a nyolcvanadik percben Caniggia belőtte a győztes gólt. Az elődöntőben, Olaszország ellen neki sikerült egyenlítenie, amikor a 67. percben Salvatore Schillaci góljára tudott válaszolni. Innen végül tizenegyesekkel Argentína jutott a döntőbe.
1994-ben először ismét egy afrikai csapat ellen játszott igazán jól, Nigériát az ő két góljának köszönhetően sikerült legyőzni 2-1-re. Az argentinok ezúttal is legjobb csoportharmadikként jutottak tovább, azonban ekkor nem sikerült döntőbe jutniuk, ugyanis a nyolcaddöntőben a fénykorát élő Románia túl erős ellenfélnek bizonyult, és 3-2-re nyerni tudott. Caniggia ezen a tornán is két gólt szerzett.
Sokáig egyáltalán nem szerepelt a válogatottban, hol rossz forma, hol pedig a nehéz személyisége miatt, ugyanis nem volt hajlandó elfogadni Passarella egyik szabályát, ami szerint le kellett volna vágatnia félhosszú haját. 2002-ben, bár kerettag volt, egyetlen percet sem játszott.

## Sikerei, díjai
- Argentin bajnok: 1986
- Copa Libertadores-győztes: 1986
- Skót bajnok: 2002-03
- Skót kupagyőztes: 2002
- Skót Ligakupa-győztes: 2002, 2003
- Copa América-győztes: 1991
- Konföderációs kupa-győztes: 1992